# Río Notec
El río Notec (en polaco: Noteć; en alemán: Netze; en latín: Natissis) es un río de Polonia central, afluente del río Varta que a su vez desemboca en el río Oder, con una longitud de 388 km (7.º en longitud del país) y una cuenca hidrográfica de 17.330 km². Sus principales afluentes son, por la derecha, los ríos Łobżonka, Küddow y Drage; y, por la izquierda, Panna, Gąsawka, Kcyninka y Gulczanka. 
Sale del voivodato de Cuyavia y Pomerania, por el voivodato de Gran Polonia y el voivodato de Lubusz, y desagua cerca de Gorzów Wielkopolski en el Varta. El distrito de Netze fue un territorio a lo largo del río que perteneció al Reino de Prusia desde 1772 hasta 1793.
Entre las ciudades recorridas por el Notec se encuentran: Kruszwica, Pakość, Barcin, Łabiszyn, Nakło nad Notecią, Ujście, Czarnków, Wieleń y Drezdenko.